# برهان علوية
برهان علوية (1 نيسان/ أبريل 1941 - 9 أيلول/ سبتمبر 2021) مخرج سينمائي لبناني من بلدة أرنون في جبل عامل (جنوب لبنان)

## ولادته ودراسته
- ولد برهان علوية في أرنون في العام 1941م
- درس الإخراج السينمائي في بروكسل (بلجيكا) وتخرّج منها في العام 1970م
- أستاذ محاضر في الجامعة اليسوعية في بيروت
- عضو في لجنة مهرجانات قرطاج وكزبلانكا وبروكسل وغيرها.

## إنتاجه السينمائي
اهتم بتحقيق الأفلام التسجيلية الطويلة في السنوات الأخيرة، ومن أعماله: 
1. سيناريو وإخراج فيلم «كفر قاسم»: حيث نال 3 جوائز.
2. سيناريو وإخراج فيلم «لا يكفي أن يكون الله مع الفقراء»: نال جائزة مهرجان الفن والتراث في بروكسل
3. سيناريو فيم «الأمير».
4. إخراج فيلم «بيروت- اللقاء»: رُشّح هذا الفيلم لجائزة سيزار للأفلام الفرنكوفونية.
5. سيناريو وإخراج فيلم «رسالة لزمن الحرب» رُشّح هذا الفيلم لجائزة سيزار للأفلام الفرنكوفونية.
6. سيناريو وإخراج فيلم «رسالة لزمن المنفى» وقد نال جائزة Filmer à tout prix في بروكسل
7. سيناريو وإخراج فيلم «أسوان»
8. إخراج فيلم «بعد حرب الخليج»
9. سيناريو وإخراج فيلم «الحرامي» الذي نال جائزة مارون بغدادي
10. سيناريو وإخراج فيلم «إليك أينما تكون»
11. «خلص» الفيلم الذي فاز بجائزة أفضل سيناريو ومونتاج في مهرجان دبي السينمائي الدولي 2007.
12. «مازن والنملة» وهو فيلم درامي قصير من إخراج برهان علوية.

## روابط خارجية
- برهان علوية على موقع IMDb (الإنجليزية)
- برهان علوية على موقع قاعدة بيانات الأفلام العربية
- برهان علوية على موقع ألو سيني (الفرنسية)
- برهان علوية على موقع أول موفي (الإنجليزية)
- برهان علوية على موقع قاعدة بيانات الفيلم (الإنجليزية)
- برهان علوية على موقع كينوبويسك (الروسية)